# Champagne safari
Pour plus de détails, voir Fiche technique et Distribution.
Champagne safari est un film documentaire américain réalisé par Jackson Leighter, sorti en 1952.

## Synopsis
C’est un reportage sur le voyage de lune de miel du prince Ali Khan et la princesse Rita Hayworth. Une excursion qui traverse l'Afrique et divers pays. 

## Fiche technique
- Titre original : Champagne safari
- Réalisation : Jackson Leighter
- Scénario : Frederic Kimball
- Producteur : Jackson Leighter
- Société de production	 : Jackson Leighter Associates
- Auteur du commentaire	: Larry klingman
- Directeur de la photographie : Jackson Leighter
- Montage : Herbert Bregstein
- Pays d'origine : États-Unis
- Langue : anglais
- Format : Couleur (Pathé Color) - 35 mm
- Durée	: 60 min
- Sortie : 1952

## Distribution
- Rita Hayworth
- Prince Ali Khan

## Autour du film
- Avec l’accord de Rita Hayworth et du prince Ali Khan, Jackson Leighter filme le couple princier pendant plusieurs mois à travers le monde[1]. La jungle africaine, les palaces, les casinos, les pyramides, Louxor, le Caire, L'Acropole d'Athènes... faisant partie des principaux lieux visités[1].